# Kanton La Roquebrussanne
Kanton Roquebrussanne is een voormalig kanton van het Franse departement Var. Kanton Roquebrussanne maakte deel uit van het arrondissement Brignoles en telde 16.151 inwoners (1999). Het werd opgeheven bij decreet van 27 februari 2014, met uitwerking op 22 maart 2015. Alle gemeenten werden opgenomen in het nieuwe kanton Garéoult.

## Gemeenten
Het kanton La Roquebrussanne omvatte de volgende gemeenten:
- Forcalqueiret
- Garéoult
- La Roquebrussanne (hoofdplaats)
- Mazaugues
- Méounes-lès-Montrieux
- Néoules
- Rocbaron
- Sainte-Anastasie-sur-Issole